# Lydia Ourahmane
Lydia Ourahmane (* 1992 in Saïda) ist eine algerische bildende Künstlerin, die in Algier und Barcelona lebt und arbeitet.

## Leben
Lydia Ourahmane wurde als Tochter eines algerischen Vaters und einer malaysischen Mutter geboren. Sie wuchs in Arzew in Algerien auf, wo ihr Vater eine Fußballmannschaft der zweiten Liga trainierte, und später in England und Spanien. Sie bildete sich unter anderem an der Goldsmiths University in London aus, wo sie 2014 ihren Abschluss machte.
Ourahmane verarbeitet in ihrer Kunst Themen wie Spiritualität, Geopolitik, Migration und die komplexen Geschichten des Kolonialismus. In ihren Kreationen verwendet sie Video, Ton, Performance, Skulptur mit einer Installation in oft großem oder monumentalem Maßstab, wobei sie sich auf persönliche und kollektive Erfahrungen und Erzählungen stützt.

## Ausstellungen (Auswahl)
- 2021: Marseille[6]
- 2021: Portikus in Frankfurt am Main[7]
- 2021: Kunsthalle Basel[8]
- 2022: Fondation Louis Vuitton, Paris[9]
- 2023: University of Toronto[10]
- 2023: B7L9 in Tunis[11]

Ihre Kunst wurde im Rahmen folgender Biennalen ausgestellt:
- 2017: Istanbul Biennale[12]
- 2018: New museum triennal[13]
- 2018: Manifesta 12 in Palermo[14]
- 2021: Biennale von São Paulo[15]
- 2024: Biennale di Venezia[16]

## Preise
- 2024 Rosa-Schapire-Kunstpreis[17]